# 中華民國一貫道總會
社團法人中華民國一貫道總會，簡稱中華民國一貫道總會，為中國民間一貫道於中華民國境內的最高負責機構，登記成立於1988年3月，屬社團法人組織。總部設址於新北市中和區建八路2號11樓。

## 概要
中華民國政府解除針對一貫道的宗教禁令後，一貫道旋即向內政部以社團法人名義登記成立全國總會，於1988年3月5日肇創於新店區大香山慈音巖，最初設址於臺北市寶興街188巷2號，後遷至中和區遠東世紀廣場C棟現址。總會下轄臺灣省、臺北市、高雄市、新北市、桃園市、臺中市、臺南市等分會；其中臺灣省分會另轄有十四個縣市協會（辦事處），以團結全國道親、闡揚道義、弘揚文化等理念為宗旨。目前，一貫道傳教至80個國家，在14個國家有成立全國性總會。

## 歷任理事長
| 任次 | 姓名   | 任職日期  | 離職日期  | 備註                                                         |
| ---- | ------ | --------- | --------- | ------------------------------------------------------------ |
| 1    | 張培成 | 1988年5月 | 1996年3月 | 第一、二屆理事長。1996年成立一貫道世界總會，出任首任理事長。 |
| 2    | 施慶星 | 1996年3月 | 2002年3月 | 第三屆理事長，兼任世界總會首任副理事長。寶光建德組線前人。   |
| 3    | 王昆德 | 2002年3月 | 2008年5月 | 第四、五屆理事長。興毅純陽聖道院負責人。                     |
| 4    | 李玉柱 | 2008年5月 | 2016年6月 | 第六、七屆理事長。2016年4月接替袁翥鶚出任世界總會理事長。    |
| 5    | 王寶宗 | 2016年6月 | 現任      | 第八、九屆理事長。寶光玉山組線前人。                         |

## 外部連結
- 中華民國一貫道總會官網 （页面存档备份，存于）